# آن لا بيرغ
آن لا بيرغ (بالإنجليزية: Anne La Berge)‏ هي ملحنة أمريكية، ولدت في 1955 في بالو ألتو في الولايات المتحدة.

## روابط خارجية
- آن لا بيرغ على موقع ميوزك برينز (الإنجليزية)
- آن لا بيرغ على موقع أول ميوزيك (الإنجليزية)
- آن لا بيرغ على موقع ديسكوغز (الإنجليزية)